# Jaywick
Jaywick est une ville et station balnéaire du district non métropolitain de Tendring, dans l’Essex, en Angleterre.